# Ifa-Forschungspreis Auswärtige Kulturpolitik
Der ifa-Forschungspreis Auswärtige Kulturpolitik ist ein deutscher Wissenschaftspreis, der seit 2001 vom Institut für Auslandsbeziehungen (ifa) verliehen wird. Die Vergabe erfolgt jährlich, wenn sich die Jury für eine preiswürdige Arbeit entscheidet. Bis 2012 trug der Preis den Namen „Rave-Forschungspreis Auswärtige Kulturpolitik“. Ausgebendes Institut war die Alexander Rave-Stiftung im Institut für Auslandsbeziehungen, die durch ein Vermächtnis des Hamburger Kaufmanns Alexander Rave gegründet wurde. Alexander Rave war der deutschen auswärtigen Kulturpolitik in besonderem Maße persönlich verbunden.
Seit 2012 wird der Preis feierlich im Rahmen des Wissenschaftlichen Initiativkreises Kultur und Außenpolitik (WIKA) im ifa vergeben, der einmal im Jahr in einem Gastinstitut tagt.
Mit dem „ifa-Forschungspreis Auswärtige Kulturpolitik“ wird eine herausragende und die Forschung besonders weiterführende Magister-, Diplom-, Masterarbeit oder Dissertation ausgezeichnet. Gleichzeitig soll ein Anreiz gegeben werden, in den Themengebieten der Auswärtigen Kulturpolitik zu forschen.
Der Preis ist mit 3.000 Euro dotiert. Über die Verleihung wird im Frühjahr entschieden. Eigene Bewerbungen um den Preis sind nicht möglich. Über die Zuerkennung entscheidet eine Jury aus Fachleuten im ifa.

## Preisträger
- 2001 Dirk Scholten-Akoun (Duisburg) für die 1999 erschienene Dissertation Sprachverbreitungspolitik des nationalsozialistischen Deutschlands. Frankfurt/M.: Lang, 2000. XVIII, 445 S. – (Duisburger Arbeiten zur Sprach- und Kulturwissenschaft; 42); Förderpreis: Verena Andrei (Stuttgart) für die 2000 verfasste Magisterarbeit Die auswärtige Sprachförderungspolitik der Bundesrepublik Deutschland gegenüber den Staaten Mittel- und Osteuropas. Eine Außenpolitikanalyse. – Tübingen, Univ. Magisterarbeit
- 2002 Robert Peise (Berlin) für die 2003 erschienene Dissertation Ein Kulturinstitut für Europa. Untersuchungen zur Institutionalisierung kultureller Zusammenarbeit. – Frankfurt/M.: Lang
- 2003 Ulrike Stoll für die 2005 erschienene Dissertation Kulturpolitik als Beruf. Dieter Sattler (1906-1968) in München, Rom und Bonn. Paderborn: Schöningh
- 2004 nicht vergeben
- 2005 Naika Foroutan (Berlin) für die 2004 erschienene Dissertation Kulturdialoge zwischen dem Westen und der islamischen Welt. Eine Strategie zur Regulierung von Zivilisationskonflikten. – Wiesbaden: DUV
- 2006 Udo M. Metzinger (München) für die 2005 erschienene Dissertation Hegemonie und Kultur. Die Rolle kultureller "soft-power" in der US-Außenpolitik. – Frankfurt/M.: Lang; Förderpreis: Matthias Bode für die 2005 verfasste Magisterarbeit Auswärtige Kulturpolitik zwischen Demokratisierung und Internationalisierung. Die frühe Bundesrepublik als Partner der UNESCO. – Göttingen, Univ. Magisterarbeit
- 2007 Isabel Schäfer (Berlin) für die 2007 erschienene Dissertation Vom Kulturkonflikt zum Kulturdialog? Die kulturelle Dimension der Euro-Mediterranen Partnerschaft (EMP). – Baden-Baden: Nomos
- 2008 Peter Ulrich Weiß (Potsdam) für die 2007 erschienene Dissertation Kulturarbeit als diplomatischer Zankapfel. Die kulturellen Auslandsbeziehungen im Dreiecksverhältnis der beiden deutschen Staaten und Rumäniens von 1950 bis 1972. – München, Oldenbourg, 2010; Förderpreis: Tobias Mosig (Berlin) für die 2008 erschienene Diplomarbeit Goethe-Institut e.V. Weltvertrieb für deutsche Filme? Das Goethe-Institut als kultureller Botschafter des deutschen Films im Ausland und dessen aktuelle Zusammenarbeit mit German Films und den deutschen Weltvertrieben. – Berlin: Vistas
- 2009 Olaf Praetorius (Mannheim)
- 2010 Patrick Schreiner (Bremen) für die 2011 erschienene Dissertation Außenkulturpolitik. Internationale Beziehungen und kultureller Austausch. – Bielefeld: transcript
- 2011 nicht vergeben
- 2012 Jan Kruse (Köln) für die 2012 erschienene Dissertation Das Barcelona-Prinzip. Die Dreisprachigkeit aller Europäer als sprachenpolitisches Ziel der EU. – Frankfurt/M.: Lang, 2012. – XI, 296 S. – (Duisburger Arbeiten zur Sprach- und Kulturwissenschaft, Bd. 89)
- 2013 Reinhild Kreis (München) für die Dissertation Orte für Amerika. über Amerikahäuser in der Bundesrepublik Deutschland.
- 2014 Leif H. Seibert (Bielefeld) für die Dissertation Religious credibility under fire, a praxeological analysis of the determinants of religious legitimacy in postwar Bosnia and Herzegovina.
- 2015 Annika Hampel (Hildesheim) für die Promotion „Fair Cooperation – Partnerschaftliche Zusammenarbeit in der Auswärtigen Kultur- und Bildungspolitik“ und Katayon Meier (Karlsruhe) für ihre Promotion „Kultur und Erziehung. Neukantianische Pädagogik als transkulturelles Erziehungskonzept“.
- 2016 Elena Korowin (Karlsruhe) für die Dissertation „Der Russen-Boom 1970–1990. Sowjetische Ausstellungen als Mittel der Diplomatie in der Bundesrepublik Deutschland“ und Jens Adam (Berlin)für die Dissertation „Kontaktzonen des Nationalen – Auswärtige Kulturpolitik als Konfliktprävention. Eine Ethnografie.“
- 2017 Manuela Sato-Prinz für ihre Arbeit „Deutschlandbilder und Studienaustausch. Zur Veränderung von Nationenbildern im Rahmen von Studienaustauschaufenthalten am Beispiel japanischer Austauschstudierender in Deutschland“ und Lara Jüssen für ihre Arbeit „Animating Citizenship: Latin American World-Makers Resisting Crisis in Madrid“
- 2018 Sonja Großmann für ihre Arbeit „Sowjetische Freundschaftsgesellschaften in Westeuropa. Instrumente und Akteure der Cultural Diplomacy im Kalten Krieg (1945–1991)“ und Elisabeth Piller für ihre Arbeit „Re-winning American hearts and minds. Weimar public diplomacy and the United States, 1902–1934“
- 2019 Dominik Herzner für seine Dissertation „Deutsche Auslandsschulen in Spanien. Instanzen Auswärtiger Kulturpolitik zwischen Konflikt und Kooperation“
- 2020 Tobias Reichard für die Arbeit: „Musik für die 'Achse'. Deutsch-italienische Musikbeziehungen unter Hitler und Mussolini bis 1943“
- 2021 Hendrik W. Ohnesorge für die Dissertation „Soft Power: The forces of attraction in international relations“